# Игрищи (Фурмановский район)
Игрищи — деревня в Фурмановском районе Ивановской области, входит в состав Дуляпинского сельского поселения.

## География
Деревня находится в 8 км от Дуляпино. Расположена на высоком холме. Рядом протекает река Солоница.

## История
Название Игрищи уходит в глубину веков. В прошлом так называли места сборов, празднеств. Как гласит предание, на высоком холме у деревни среди берез захоронен отряд русских воинов, погибших в стычке с польским отрядом в конце XVII века.
В Игрищах много лет назад была церковь, затем построили часовню.
На реке Солоница находилась ветряная мельница. Заводили подобные и в других близлежащих населенных пунктах. Например, в округе сел Океевское, Бордуково, которые уже исчезли с карты района, насчитывалось 7 мельниц. Вниз по течению реки Солоницы действовали соляные варницы.
В Игрищах в 1897 году насчитывалось 322 человека, в 1907 – м году 421 житель, 68 дворов, к 1993 – м году осталось 27 домов. Деревня Игрищи несколько раз горела, выгорел целый порядок.